# Liste der Monuments historiques in Ghyvelde
Die Liste der Monuments historiques in Ghyvelde führt die Monuments historiques in der französischen Gemeinde Ghyvelde auf.

## Liste der Bauwerke
| Bezeichnung    | Beschreibung | Standort          | Kennzeichnung | Schutzstatus | Datum | Bild |
| -------------- | ------------ | ----------------- | ------------- | ------------ | ----- | ---- |
| Moulin du Rhin | Mühle        | Les Moëres (Lage) | PA00107755    | Inscrit      | 1977  |      |